# Gran Premio de Yugoslavia de Motociclismo de 1970
El Gran Premio de Yugoslavia de Motociclismo de 1970 fue la tercera prueba de la temporada 1970 del Campeonato Mundial de Motociclismo. El Gran Premio se disputó el 24 de mayo de 1970 en el Circuito de Opatija.

## Resultados 500cc
En 500 c.c., el gran dominador de la categoría Giacomo Agostini volvió a demostrar su enorme calidad al ganar la carrera y doblando a absolutamente todos sus contrincantes. El australiano Terry Dennehy pudo disputarle a Agostini el liderato durante un tiempo con la Honda CB 450, pero también tuvo que detenerse por problemas con las bujías.
| Pos.    | Piloto            | Equipo    | Tiempo       | Pts. |
| ------- | ----------------- | --------- | ------------ | ---- |
| 1       | Giacomo Agostini  | MV Agusta | 1h 12' 49" 3 | 15   |
| 2       | Angelo Bergamonti | Aermacchi | +1 Vuelta    | 12   |
| 3       | Roberto Gallina   | Paton     | +1 Vuelta    | 10   |
| 4       | Jack Findlay      | Seeley    | +2 Vueltas   | 8    |
| 5       | Martti Pesonen    | Yamaha    | +2 Vueltas   | 6    |
| 6       | Dave Simmonds     | Kawasaki  | +2 Vueltas   | 5    |
| 7       | Ginger Molloy     | Kawasaki  | +2 Vueltas   | 4    |
| 8       | Gyula Marsovszky  | LinTo     | +2 Vueltas   | 3    |
| 9       | Gianpiero Zubani  | Kawasaki  | +2 Vueltas   | 2    |
| 10      | Jean Campiche     | Honda     | +3 Vueltas   | 1    |
| 11      | Lewis Young       | Honda     | +3 Vueltas   |      |
| 12      | František Srna    | Jawa      | +4 Vueltas   |      |
| 13      | Alo Zanetta       | Kawasaki  | +7 Vueltas   |      |
| 14      | Steve Ellis       | LinTo     | +7 Vueltas   |      |
| Ret     | Alberto Pagani    | LinTo     | Ret          |      |
| Ret     | Terry Dennehy     | Honda     | Ret          |      |
| Ret     | Karl Auer         | Matchless | Ret          |      |
| Ret     | Keith Turner      | LinTo     | Ret          |      |
| Ret     | Paolo Campanelli  | Kawasaki  | Ret          |      |
| Fuente: |                   |           |              |      |

## Resultados 350cc
En la salida de 350 cc, la Benelli de Gilberto Parlotti y Kel Carruthers fueron las mejores, seguidas de Kent Andersson (Yamaha) y Giacomo Agostini (MV Agusta). Andersson volvió a caer al cuarto lugar, pero los Benelli se mantuvieron por delante: Carruthers (con un hueso roto en el pie después de su caída en la carrera de 250cc en Le Mans) por delante de Parlotti. Parlotti, sin embargo, cayó, rompiendo su pedal de cambio. La caja de cambios Carruthers comenzó a tambalearse y Agostini se aprovechó de ello para empezar a imponer su ritmo y marcharse dos segundos por vuelta. Detrás de ellos hubo nuevamente una lucha entre Martti Pesonen (Yamaha), Silvio Grassetti (Jawa) y Rodney Gould (Yamaha). Andersson se retiró a mitad de la carrera cuando su motor solo funcionaba con un cilindro, por lo que Grassetti y Pesonen lucharon por el tercer lugar. Esta pelea fue ganada por Grassetti.
| Pos. | Piloto            | Equipo    | Tiempo       | Pts. |
| ---- | ----------------- | --------- | ------------ | ---- |
| 1    | Giacomo Agostini  | MV Agusta | 1h 02' 48" 6 | 15   |
| 2    | Kel Carruthers    | Benelli   | +41" 6       | 12   |
| 3    | Silvio Grassetti  | Jawa      | +1 Vuelta    | 10   |
| 4    | Martti Pesonen    | Yamaha    | +1 Vuelta    | 8    |
| 5    | Rodney Gould      | Yamaha    | +1 Vuelta    | 6    |
| 6    | Roberto Gallina   | Aermacchi | +1 Vuelta    | 5    |
| 7    | Karel Bojer       | ČZ        | +1 Vuelta    | 4    |
| 8    | Chas Mortimer     | Yamaha    | +2 Vueltas   | 3    |
| 9    | Vasco Loro        | Yamaha    | +2 Vueltas   | 2    |
| 10   | Paul Eickelberg   | Aermacchi | +3 Vueltas   | 1    |
| 11   | Lewis Young       | Aermacchi | +3 Vueltas   |      |
| 12   | Martin Sicheneder | Yamaha    | +3 Vueltas   |      |
| 13   | Frantisek Srna    | Jawa      | +3 Vueltas   |      |
| 14   | Árpád Juhos       | Aermacchi | +4 Vueltas   |      |
| 15   | Jean Campiche     | Aermacchi | +9 Vueltas   |      |
| Ret  | Gilberto Parlotti | Benelli   | Ret          |      |
| Ret  | Bohumil Stasa     | ČZ        | Ret          |      |

## Resultados 250cc
En el cuarto de litro, el español Santiago Herrero se impuso. A pesar de que hizo unos entrenamientos muy flojos y que salió por detrás las Yamaha de Rodney Gould, Kel Carruthers y Kent Andersson. Pero el español empezó una persecución en la que adelantó a Andersson, y se ve beneficiado por los problemas mecánicos de los otros dos. De hecho, Carruthers gripó el motor en la última vuelta y cuando marchaba líder.
| Pos. | Piloto             | Equipo  | Tiempo     | Pts. |
| ---- | ------------------ | ------- | ---------- | ---- |
| 1    | Santiago Herrero   | OSSA    | 55' 10" 4  | 15   |
| 2    | Kent Andersson     | Yamaha  | +4"        | 12   |
| 3    | Rodney Gould       | Yamaha  | +52" 4     | 10   |
| 4    | Jarno Saarinen     | Yamaha  | +54" 7     | 8    |
| 5    | Börje Jansson      | Yamaha  | +1' 28" 1  | 6    |
| 6    | Teuvo Länsivuori   | Yamaha  | +1' 54" 1  | 5    |
| 7    | Chas Mortimer      | Yamaha  | +2' 28" 7  | 4    |
| 8    | Marty Lunde        | Yamaha  | +1 Vuelta  | 3    |
| 9    | Gyula Marsovszky   | Yamaha  | +1 Vuelta  | 2    |
| 10   | Gøsta Jensen       | Yamaha  | +1 Vuelta  | 1    |
| 11   | Larbi Habbiche     | Yamaha  | +2 Vueltas |      |
| 12   | Branko Bevanda     | Yamaha  | +2 Vueltas |      |
| 13   | János Reisz        | MZ      | +2 Vueltas |      |
| 14   | Franta Crocka      | Jawa    | +3 Vueltas |      |
| Ret  | Kel Carruthers     | Yamaha  | Ret        |      |
| Ret  | Lázsló Szabó       | MZ      | Ret        |      |
| Ret  | José Medrano       | Bultaco | Ret        |      |
| Ret  | Heinrich Rosenbuch | Yamaha  | Ret        |      |
| Ret  | Günter Bartusch    | MZ      | Ret        |      |
| Ret  | Dieter Braun       | MZ      | Ret        |      |
| Ret  | Silvio Grassetti   | MZ      | Ret        |      |

## Resultados 125cc
En 125 cc., Ángel Nieto y su Derbi dominaban la carrera a la perfección y rodaban con diez segundos de ventaja sobre sui más inmediato perseguidor Dieter Braun. Pero una obstrucción en el tubo de la gasolina le impidió finiquitar la carrera y finalmente el alemán se impuso per menos de un segundo de ventaja.
| Pos. | Piloto               | Moto       | Tiempo    | Pts. |
| ---- | -------------------- | ---------- | --------- | ---- |
| 1    | Dieter Braun         | Suzuki     | 47' 54" 1 | 15   |
| 2    | Ángel Nieto          | Derbi      | +0" 9     | 12   |
| 3    | Angelo Bergamonti    | Aermacchi  | +1' 01" 5 | 10   |
| 4    | Börje Jansson        | Maico      | +1' 38" 1 | 8    |
| 5    | Aalt Toersen         | Suzuki     | +1' 43" 6 | 6    |
| 6    | Giuseppe Mandolini   | Villa      | +1' 51" 8 | 5    |
| 7    | Giuseppe Consalvi    | Villa      | +2' 07" 5 | 4    |
| 8    | Toni Gruber          | Maico      | +2' 10" 2 | 3    |
| 9    | Bernd Köhler         | MZ         | +2' 39" 9 | 2    |
| 10   | Jürgen Lenk          | MZ         | +1 Vuelta | 1    |
| 11   | Luigi Rinaudo        | Aermacchi  | +1 Vuelta |      |
| 12   | Jos Schurgers        | MZ         | +1 Vuelta |      |
| 13   | Siegfried Mohringer  | Yamaha     | +1 Vuelta |      |
| 14   | Janos Reisz          | MZ         | +1 Vuelta |      |
| 15   | János Drapál         | MZ         | +1 Vuelta |      |
| 16   | Tivadar Spath        | MZ         | +1 Vuelta |      |
| 17   | Florjan Stefe        | Yamaha     | +1 Vuelta |      |
| 18   | Gunther Fischer      | MZ         | +1 Vuelta |      |
| 19   | Jarno Saarinen       | Puch       | +1 Vuelta |      |
| 20   | Gottlieb Schweikardt | Maico      | +1 Vuelta |      |
| 21   | Jean-Louis Pasquier  | Maico      | +1 Vuelta |      |
| 22   | Lázsló Szabó         | MZ         |           |      |
| 23   | Ben Layachi          | Bultaco    |           |      |
| 24   | Bukalo               | Bultaco    |           |      |
| 25   | Jan Huberts          | MZ         |           |      |
| 26   | Thomas Heuschkel     | MZ         |           |      |
| 27   | Salvador Cañellas    | Derbi      |           |      |
| 28   | Günter Bartusch      | MZ         |           |      |
| Ret  | Heinz Kriwanek       | Rotax      | Ret       |      |
| Ret  | Otello Buscherini    | Moto Villa | Ret       |      |
| Ret  | Dave Simmonds        | Kawasaki   | Ret       |      |
| Ret  | José Medrano         | Bultaco    | Ret       |      |

## Resultados 50cc
En la categoría de menor ciclindrada, la carrera estuvo dominada por Ángel Nieto, que tan solo cedió en las tres primeras vueltas el liderato a Jos Schurgers. Jan de Vries pasó a su compañero de equipo Schurgers y Aalt Toersen pasó a su compañero de equipo Martin Mijwaart cuando su motor comenzó a funcionar mal.
| Pos. | Piloto               | Moto     | Tiempo     | Pts. |
| ---- | -------------------- | -------- | ---------- | ---- |
| 1    | Ángel Nieto          | Derbi    | 43' 49" 7  | 15   |
| 2    | Jan de Vries         | Kreidler | +26" 5     | 12   |
| 3    | Jos Schurgers        | Kreidler | +44" 5     | 10   |
| 4    | Aalt Toersen         | Jamathi  | +58" 4     | 8    |
| 5    | Martin Mijwaart      | Jamathi  | +58" 9     | 6    |
| 6    | Rudolf Kunz          | Kreidler | +1' 54" 7  | 5    |
| 7    | Cees van Dongen      | Kreidler | +3' 04" 1  | 4    |
| 8    | Salvador Cañellas    | Derbi    | +1 Vuelta  | 3    |
| 9    | Ludwig Fassbender    | Kreidler | +1 Vuelta  | 2    |
| 10   | Harald Bartol        | Kreidler | +1 Vuelta  | 1    |
| 11   | Gerhard Thurow       | Kreidler | +1 Vuelta  |      |
| 12   | Angelo Orsenigo      | Tomos    | +1 Vuelta  |      |
| 13   | Luigi Rinaudo        | Tomos    | +1 Vuelta  |      |
| 14   | Petar Seljak         | Tomos    | +1 Vuelta  |      |
| 15   | Gottlieb Schweikardt | Kreidler | +1 Vuelta  |      |
| 16   | M. Mokhfi            | Guazzoni | +2 Vueltas |      |
| 17   | Gregorovic           | Tomos    | +2 Vueltas |      |
| 18   | Zbyněk Havrda        | Ahra     | +4 Vueltas |      |
| 19   | Franta Krocka        | Jawa     | +5 Vueltas |      |
| 20   | Anton Kralj          | Tomos    | +9 Vueltas |      |
| 21   | Juan Bordons         | Derbi    |            |      |
| 22   | Luciano Spinello     | Guazzoni |            |      |
| 23   | Jean-Louis Pasquier  | Maico    |            |      |
| 24   | Florjan Stefe        | Yamaha   |            |      |
| Ret  | Gilberto Parlotti    | Tomos    | Ret        |      |